# Alexander Bain (inventeur)
Pour les articles homonymes, voir Alexander Bain et Bain.
Alexander Bain est un inventeur écossais né à Houstry, dans le comté de Caithness, en octobre 1811 et mort à Bromhill, hameau de Kirkintilloch, près de Glasgow, le 2 janvier 1877.

## Biographie
Après avoir travaillé chez un horloger à Wick (Écosse), il vient à Londres en 1837, et travaille comme ouvrier horloger. En 1840, il réalise la première horloge électrique.
Bain imagine d'utiliser l'eau pour fermer le circuit électrique du télégraphe. Puis, en 1841, il s'associe à Wright pour perfectionner le système de contrôle de la marche des convois de chemin de fer. En 1846 il dépose un brevet pour un télégraphe électro-chimique pour lequel il développe un alphabet composé de tirets et de points similaire au système Morse. C'est grâce à ce procédé que Thomas Edison mena une expérience de transmission de 1 057 mots en 57 secondes. Il imagine également un système d'alerte incendie.
Ses brevets sont utilisés au tout début de la télégraphie, en particulier pour concurrencer ceux de Samuel Morse, par exemple aux États-Unis par la New England Telegraph Company, de Henry O'Rielly.
Il passe les dernières années de sa vie, paralysé, à l'asile des incurables de Bromhill près de Glasgow, où il meurt.